# دتش بومان
دتش بومان (بالإنجليزية: Dutch Bauman) هو مهندس أمريكي، ولد في 26 مارس 1896 في إنديانابوليس في الولايات المتحدة، وتوفي في 19 يوليو 1930 في كانكاكي في الولايات المتحدة.